# Las Brujas Airport (flygplats i Kuba)
Las Brujas Airport är en flygplats i Kuba.   Den ligger i provinsen Provincia de Villa Clara, i den centrala delen av landet, 300 km öster om huvudstaden Havanna. Las Brujas Airport ligger 3 meter över havet. Den ligger på ön Cayo las Brujas.
Terrängen runt Las Brujas Airport är mycket platt. Havet är nära Las Brujas Airport österut.